# Inversion de poussée
 (août 2013).
Si vous disposez d'ouvrages ou d'articles de référence ou si vous connaissez des sites web de qualité traitant du thème abordé ici, merci de compléter l'article en donnant les références utiles à sa vérifiabilité et en les liant à la section « Notes et références ».

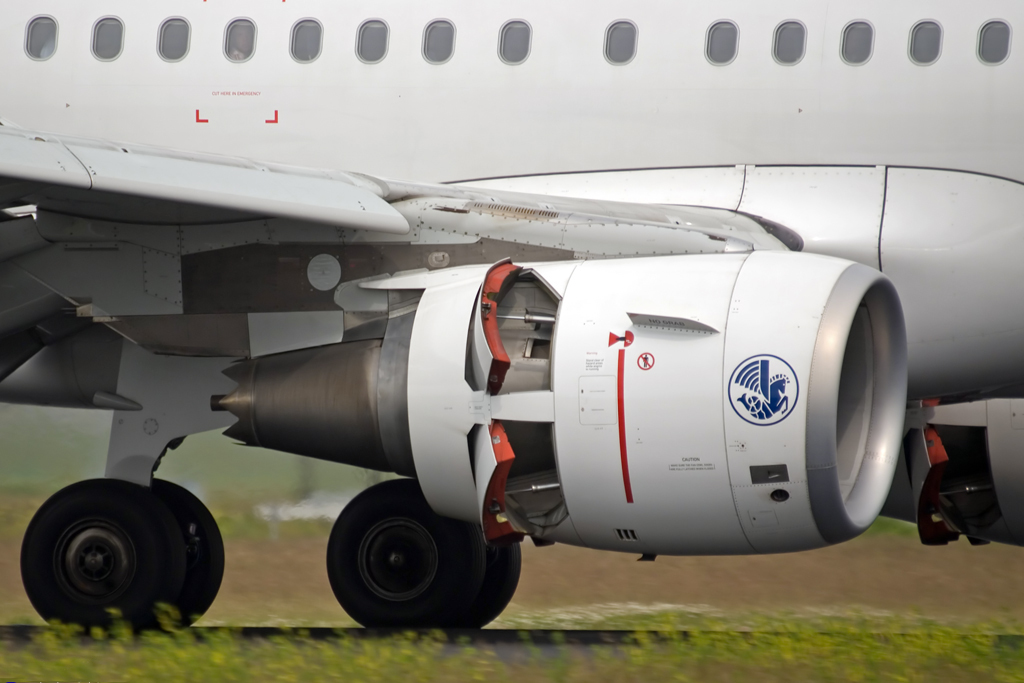
Inverseur de poussée sur un Airbus A321.

Dans le domaine aéronautique, l'inversion de poussée, souvent désignée par son terme anglais « reverse » (issu de « reverse thrust »), est un dispositif permettant d'orienter vers l'avant une partie ou la totalité de la poussée exercée par un moteur à hélice ou à réaction, dans le but de ralentir un avion et de réduire sa distance de freinage lors de l'atterrissage.

## Généralités
L'inversion de poussée est surtout utilisée sur les avions civils, et sur les avions militaires qui en sont dérivés (avions de transport, ravitailleurs, etc.), mais elle équipe également quelques avions de combat comme le Tornado ou le SAAB 37 Viggen.
Bien qu'il soit monté sur la majorité des avions civils équipés de turboréacteurs, cet équipement n'est cependant pas obligatoire. La certification civile interdit même son utilisation pour la détermination de la longueur de piste nécessaire à l'atterrissage sur piste sèche,, car il en fausse forcément les résultats. Il peut cependant être utilisé sur piste mouillée ou contaminée, où il s'avère par exemple très utile pour diminuer les risques de perte d'adhérence de l'avion par aquaplanage.

## Principe

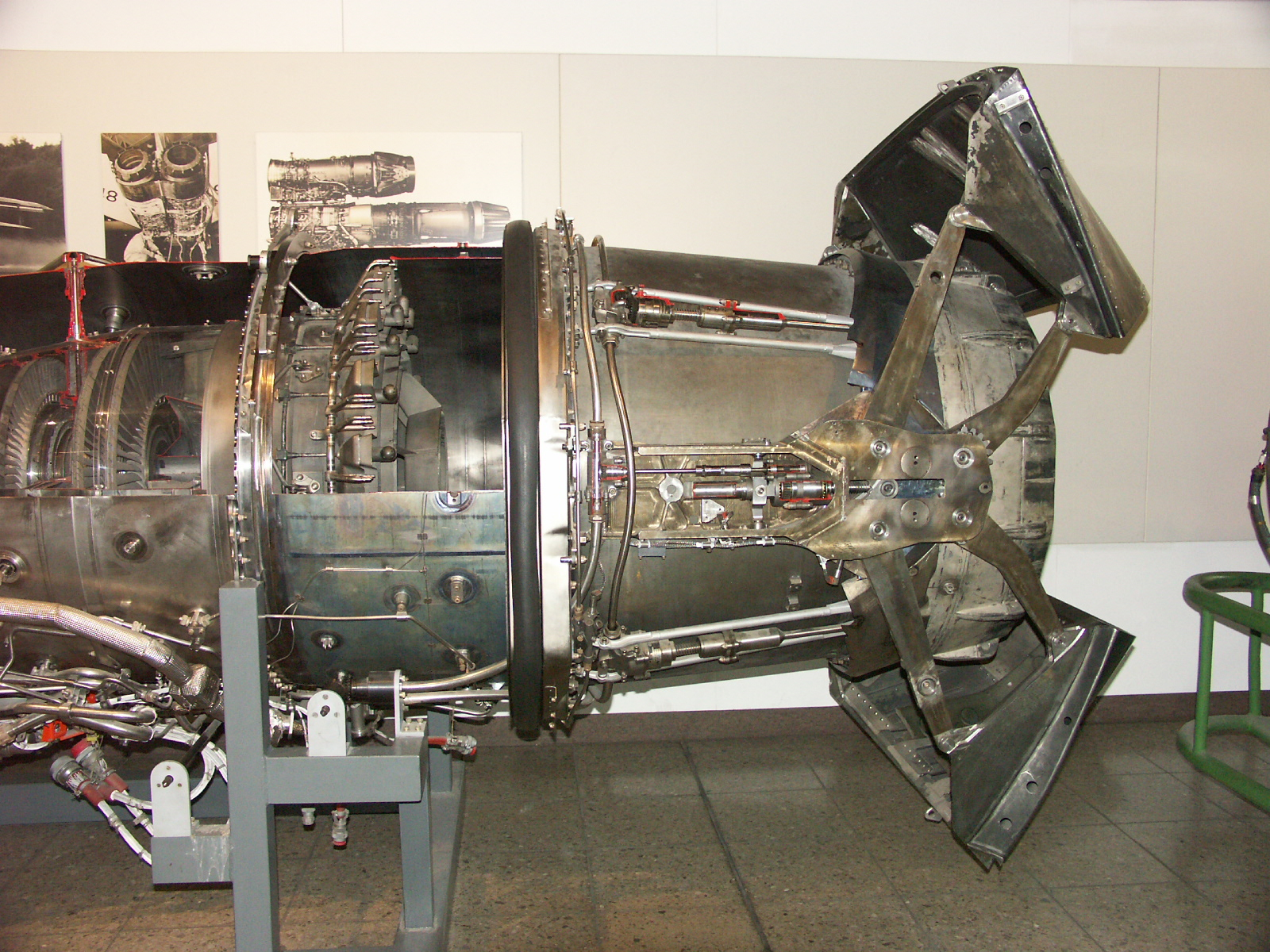
Mécanisme de l'inverseur du turboréacteur RB199 du Panavia Tornado.

L'inversion de poussée peut être appliquée de deux manières :
- sur un moteur à hélice : On inverse le pas (l'orientation des pales) de l'hélice de manière à diriger vers l'avant le souffle créé par leur rotation[3] ;
- sur un moteur à réaction : Des éléments mobiles sont déplacés de façon à renvoyer vers l'avant une partie du flux de gaz chauds de la turbine du turboréacteur, ainsi que les gaz froids de la soufflante sur les moteurs à double flux.

## Utilisation

### Avions à turboréacteurs
Les avions commerciaux équipés de turboréacteurs ont souvent, du fait de leur configuration aérodynamique optimisée pour leur vitesse de croisière (800 à 900 km/h), une vitesse d'atterrissage assez élevée (de l'ordre de 250 km/h). Avec d'autres dispositifs comme les aérofreins, le freinage supplémentaire apporté par l'inverseur de poussée permet de ne pas trop solliciter les freins des roues et de raccourcir la distance d'atterrissage. Ils sont également particulièrement utiles lorsque la piste est noyée par des trombes d'eau et que les roues du train d'atterrissage peinent à trouver de l'adhérence pour stopper l'avion.
La procédure de freinage consiste alors, une fois que l'avion est au sol, à déployer les inverseurs, puis à augmenter le régime du moteur après le toucher des roues pour recréer de la poussée (le moteur étant pratiquement au ralenti lors de la phase d'atterrissage). Cette poussée sera alors dirigée vers l'avant avec un angle de 45°, pour éviter la réinjection des gaz de combustion dans le turboréacteur, et freinera l'avion. Toutefois, il est recommandé de ne pas utiliser les inverseurs de poussée à une vitesse inférieure à 60 nœuds (environ 108 km/h), pour éviter que des particules de poussière ou de terre s'infiltrent dans le moteur. Étant très bruyants, les inverseurs de poussée sont interdits sur certains aéroports, car lorsque la partie du moteur servant à l'inversion s'ouvre et augmente en puissance, l'isolation sonore est brisée.
Des dispositifs de sécurité interdisent le déploiement des inverseurs pendant le vol et assurent qu'ils ne se déploient que lorsque le train d'atterrissage est sorti et touche le sol. Sur certains appareils, une petite roue disposée sur le train d'atterrissage principal détecte lorsque l'appareil touche le sol, sur d'autres appareils, deux capteurs entrent en contact sous la pression exercée par le poids de l'avion sur la suspension. Malgré cela, quelques accidents ont eu lieu à la suite d'un déclenchement intempestif de la reverse pendant le décollage ou en vol, comme le crash du vol 402 TAM survenu le 31 octobre 1996, ou l'accident du vol 004 Lauda Air le 26 mai 1991. D'autres accidents ont été causés par un mauvais déclenchement de l'inversion lors de l'atterrissage. Lorsque la reverse est enclenchée sur un turbofan, seule une partie des gaz est renvoyée vers l'avant, car les volets déflecteurs n'agissent généralement que sur l'air circulant dans le canal secondaire du moteur. Le flux central reste, lui, dirigé vers l'arrière.
Certains avions, comme le C-17 et le Hawker Siddeley Trident peuvent déployer les inverseurs de poussée en plein vol. Cette capacité leur confère certains avantages, comme une descente rapide, des virages plus serrés et une distance d'atterrissage moindre. Le C-17 peut aussi reculer, car ses inverseurs de poussée dévient à la fois le premier et le deuxième flux, mais, en général, l'usage de l'inversion de poussée pour reculer sur un avion à réaction n'est pas recommandée, en raison des risques de réabsorption des gaz d'éjection par le moteur et de l'apparition de phénomènes de pompage,.

### Avions à hélices

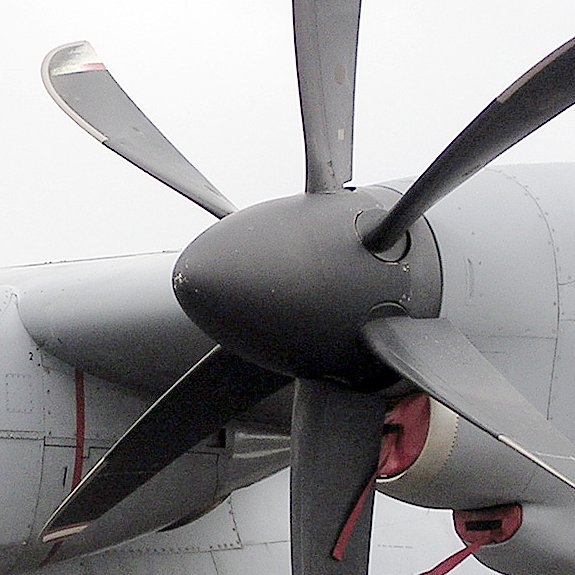
Pales d'hélices à pas variable d'un C-130.

Sur les avions à hélice, l'inversion de poussée ne doit pas être utilisée en vol : le disque d'hélice agirait comme un gigantesque aérofrein qui perturberait gravement l'écoulement de l'air, rendant l'avion incontrôlable. Par contre, ces avions, grâce à leur principe d'inversion du pas de l'hélice, peuvent très facilement reculer au sol.
Les inverseurs de poussée, n'étant pas des éléments de freinage primaires (sauf si la piste est courte, un avion n'est pas supposé avoir besoin de la reverse pour s'arrêter), sont toutefois très utiles sur les avions amphibies ou les hydravions qui atterrissent sur des plans d'eau, car ils fournissent de l'énergie supplémentaire à l'immobilisation de l'appareil (les freins étant inutilisables). L'utilisation de l'inversion de pas est généralement très bruyante.